# Heser malefactor
Heser malefactor är en spindelart som beskrevs av Tatiana Konstantinovna Tuneva 2005. Heser malefactor ingår i släktet Heser och familjen plattbuksspindlar.
Artens utbredningsområde är Kazakstan. Inga underarter finns listade i Catalogue of Life.